# TGV Réseau
Trenurile TGV Réseau (TGV-R, în traducere exactă TGV Rețea) au fost construite de Alstom între 1992 și 1996 pentru SNCF pentru utilizarea în serviciile de mare viteză TGV. Ramele Réseau se bazează pe modelul anterior, TGV Atlantique. Prima ramă Réseau a intrat în funcțiune în 1993.
Cincizeci de trenuri cu dublă tensiune au fost construite în 1992–1994, numerotate 501-550. În 1994–1996, au fost construite alte 40 de garnituri de tren cu trei tensiuni, numerotate 4501-4540. Ultimele zece dintre aceste unități de triplă tensiune sunt cunoscute ca seturi Thalys PBA (Paris - Bruxelles - Amsterdam), construite inițial pentru Thalys și operate acum de Eurostar după fuziunea companiilor. Pe lângă utilizarea tensiunilor standard franceze de 25 kV 50 Hz AC și 1.500 V CC (folosită și în Țările de Jos), seturile cu triplă tensiune pot funcționa la tensiunea belgiană și italiană de 3.000 V CC.
Sunt formate din două locomotive (8.800 kW la 25 kV — ca TGV Atlantique) și opt vagoane, oferind o capacitate totală de 377 de locuri. Au o viteză maximă de 320 km/h. Au o lungime de 200,19 m o lățime de 2,904 m. Seturile cu dublă tensiune cântăresc 383 t  și, din cauza restricțiilor de sarcină pe osie din Belgia, seturile cu triplă tensiune au o serie de modificări, cum ar fi înlocuirea oțelului cu aluminiu și axe tubulare, pentru a reduce greutatea la sub 17 t pe axă. Din cauza plângerilor inițiale privind schimbări incomode ale presiunii la intrarea în tuneluri la viteză mare pe LGV Atlantique, seturile Réseau sunt presurizate.
În 2006, vagoanele a nouăsprezece seturi au fost folosite pentru a forma seturi TGV POS⁠(d) prin utilizarea locomotive eletrice TGV POS pentru servicii pe LGV Est către Germania și Elveția. Cele 38 de locomotive Réseau rămase au fost ușor modificate și combinate cu noi vagoane Duplex, formând nouăsprezece unități TGV Réseau Duplex⁠(d). Acestea operează acum ca parte a flotei TGV Duplex, fiind numerotate 601-619.

## Renovare
După aproximativ zece ani de serviciu, interiorul garniturilor TGV Réseau a devenit învechit și a avut nevoie de o înnoire. Această renovare a făcut parte din proiectul TGV Est, deoarece seturile de dublă tensiune urmau să asigure serviciile interne de acolo. Aceleași interioare urmau să fie folosite și în vagoanele pentru ramele POS.
Trei variante de interior au fost prezentate publicului între 2002 și 2003 în diferite aranjamente:
- Recaro care a făcut echipă cu Brand Company (designerul siglei TGV „melc”)
- MBD Design (designerul locomotivelor Prima de la Alstom și al TGV Duplex⁠(d)) care a făcut echipă cu designerul de modă Christian Lacroix⁠(d).
- Antolin care a făcut echipă cu Kenzo.

La finalul expoziției Train Capitale de la Paris, designul câștigător a fost cel propus de MBD Design și Christian Lacroix.
Lucrările la primele rame cu dublă tensiune au început în 2004 la atelierele SNCF de la Hellemmes, lângă Lille. În 2006, ultimul set cu dublă tensiune a fost terminat. Între 2008 și 2009, ramele tri-curent au fost, de asemenea, renovate în același design. Ramele recondiționate se deosebesc de cele vechi prin: schema de culori ușor schimbată; nuanțele din vagoane, care sunt în culori noi (roșu pentru clasa a II-a, galben-verde pentru clasa I și argintiu pentru bar) și dungile reflectorizante de pe lateralele vagoanelor.
Deși SNCF a anunțat în iulie 2007 că designul Lacroix nu va fi continuat deoarece unele materiale vibrau la 300 km/h, decizia a fost schimbată ulterior: designul Lacroix a fost aplicat la toate ramele TGV Réseau.